# 愛知県立大府東高等学校
愛知県立大府東高等学校（あいちけんりつおおぶひがしこうとうがっこう）は、愛知県大府市横根町にある県立高等学校である。
国際交流に力を入れている。

## 沿革
- 1983年（昭和58年）4月1日 - 開校。
- 1985年（昭和60年）11月18日 - オーストラリア・ビクトリア州のエルウッドカレッジと姉妹校提携を締結。
- 2007年（平成19年） - 調整特例の変更に伴い、西三河の刈谷市と知立市の中学生も受験可能になる。

## 学校行事
- 4月 : 入学式、始業式
- 5月 : 校外オリエンテーション（1年）
- 6月 : 修学旅行（2年）
- 7月 : 夏季球技大会、終業式
- 8月 : エルウッド校短期派遣（1、2年）、夏季集中学習会（3年）
- 9月 : 始業式、大東祭（文化祭・体育祭）、国際理解講話（2年）
- 11月 : 国際交流イベント（1年）
- 12月 : 終業式、冬季集中学習会（2年）
- 1月 : 始業式、エルウッド校長期派遣（1、2年）、お茶会（1年）
- 3月 : 卒業式、校技球技大会、福祉実践教室（1年）

## 部活動

### 運動部
- 野球
- バスケットボール
- サッカー
- 弓道
- バレーボール
- ハンドボール
- バドミントン
- 陸上競技
- 剣道
- 柔道
- ソフトテニス

### 文化部
- 家庭科
- パソコン
- 吹奏楽
- 茶道
- 英会話
- 美術
- 文芸
- 演劇

## 出身者
- 飯田覚士（プロボクサー）
- 伊藤杏菜（自転車競技選手）
- 藤元英樹（俳優）

## 交通
- JR東海道本線・武豊線 大府駅東口から大府市循環バス：東コースで「大府東高校」停留所下車。
- JR東海道本線・武豊線 大府駅から徒歩で約40分。